# Nukwase Ndwandwe
Nukwase Ndwandwe (c. 1890; gest. 15. September 1957) war Königinmutter und damit Regentin (Indlovukati) von Swasiland. Sie war die Tante von Sobhuza II. und die Schwester von Lomawa Ndwandwe.

## Leben
König Ngwane V. starb 1899 als Ndwandwe noch Kind war. Aufgrund dynastischer Überlegungen hatte die königliche Familie Ndwandwe in den Harem von Ngwane V. gebracht. In der Folge gebar Ndwandwe zwei Söhne und zwei Töchter von Malunge, Ngwane V. jüngerem Bruder, im Namen von Ngwane V.
| Vorgänger       | Amt                                | Nachfolger                 |
| --------------- | ---------------------------------- | -------------------------- |
| Lomawa Ndwandwe | Ndlovukati von Swasiland 1938–1957 | Zihlathi Ndwandwe/Mkhatjwa |